# Осока возрастающая
Осо́ка возраста́ющая, или Осо́ка бле́дная (лат. Carex accrescens) — многолетнее травянистое растение, вид рода Осока (Carex) семейства Осоковые (Cyperaceae).

## Распространение и экология
Центральная Азия: Монголия; Восточная Азия: Северо-Восточный Китай, север полуострова Корея; Восточная Сибирь: низовья Колымы, бассейн верхнего течения рек Ангары и Лены, бассейн Анадыря, бассейн Пенжины, залив Корфа, Прибайкалье, Забайкалье, Даурия, Центральная и Южная Якутия, южная часть Верхоянского хребта, верхнее течение Индигирки и Колымы; Дальний Восток: бассейн Амура, Приморский край, побережье Охотского моря, Камчатка , Курильские острова (Шикотан), Сахалин.
Произрастает в лиственных, хвойно-широколиственных и берёзовых лесах, в лиственничных редколесьях, на лесных опушках и полянах, в кустарниках, реже на пойменных и болотистых лугах; до верхнего пояса гор.

## Ботаническое описание
Светло-зелёное растение, с длинным утолщённым корневищем, одетым каштаново-бурыми чешуйчатыми влагалищами.
Стебли остро-трёхгранные, почти по всей длине шероховатые, высотой 25—70 см.
Листья плоские, тонкие, шириной (2,5)3—5 мм, сильно шероховатые, довольно быстро заострённые, равные стеблю или короче его.
Колоски яйцевидные или продолговатые, длиной 5—10 мм, бледно-зелёные, обычно верхние и нижние андрогинные, средние часто сплошь пыльниковые. Чешуи яйцевидные, острые, светло-ржавые, с зелёным килем и светлыми краями, короче мешочка. Мешочки в зрелом состоянии заметно отклонённые от оси колоска и изогнутые, продолговато-яйцевидные, длиной (4)5—5,5(6) мм, шириной 2—2,3 мм, вверху густо коротко опушённые, перепончатые, плоско-выпуклые, бледно- или желтовато-зелёные, по краю на 2/3 крылатые и ресничато-зубчатые, спереди с 8—16, сзади с 3—5 утолщёнными жилками, часто с обеих сторон бугорчато-железистые, на короткой ножке, постепенно суженный в удлинённый, глубоко двузубчатый, согнутый носик.

## Значение и применение
Ранним летом хорошо поедается северным оленем (Rangifer tarandus). В условиях Якутии поедается европейским лосём (Alces alces Linnaeus) летом и осенью.

## Таксономия
Вид Осока возрастающая входит в род Осока (Carex) трибы Cariceae подсемейства Сытевые (Cariceae) семейства Осоковые (Apiaceae) порядка Злакоцветные (Poales).
|  |                                      |  |                                                             |                                                             |                    |  | ещё 17 семейств (согласно Системе APG II) | ещё 17 семейств (согласно Системе APG II)         |                                                   |  |  |  | ещё 13 триб (согласно Системе APG II) | ещё 13 триб (согласно Системе APG II) |  |  |  |  | ещё более 2450 видов | ещё более 2450 видов |
|  |                                      |  |                                                             |                                                             |                    |  | ещё 17 семейств (согласно Системе APG II) | ещё 17 семейств (согласно Системе APG II)         |                                                   |  |  |  | ещё 13 триб (согласно Системе APG II) | ещё 13 триб (согласно Системе APG II) |  |  |  |  | ещё более 2450 видов | ещё более 2450 видов |
|  |                                      |  |                                                             | порядок Злакоцветные                                        |                    |  |                                           |                                                   | подсемейство Сытевые                              |  |  |  |                                       | род Осока                             |  |  |  |  |                      |                      |
|  |                                      |  |                                                             | порядок Злакоцветные                                        |                    |  |                                           |                                                   | подсемейство Сытевые                              |  |  |  |                                       | род Осока                             |  |  |  |  |                      |                      |
|  | отдел Цветковые, или Покрытосеменные |  |                                                             |                                                             | семейство Осоковые |  |                                           |                                                   | триба Cariceae                                    |  |  |  | вид Осока возрастающая                |                                       |  |  |  |  |                      |                      |
|  | отдел Цветковые, или Покрытосеменные |  |                                                             |                                                             |                    |  |                                           |                                                   |                                                   |  |  |  |                                       |                                       |  |  |  |  |                      |                      |
|  |                                      |  | ещё 44 порядка цветковых растений (согласно Системе APG II) | ещё 44 порядка цветковых растений (согласно Системе APG II) |                    |  |                                           | подсемейство Мапаниевые (согласно Системе APG II) | подсемейство Мапаниевые (согласно Системе APG II) |  |  |  | ещё около 100 родов                   | ещё около 100 родов                   |  |  |  |  |                      |                      |
|  |                                      |  |                                                             | ещё 44 порядка цветковых растений (согласно Системе APG II) |                    |  |                                           |                                                   | подсемейство Мапаниевые (согласно Системе APG II) |  |  |  |                                       | ещё около 100 родов                   |  |  |  |  |                      |                      |